# Independence Stadium (Shreveport)
Independence Stadium (Shreveport) é um estádio localizado em Shreveport, Luisiana, Estados Unidos, possui capacidade total para 49.565 pessoas, costuma ser usado pelo time de futebol americano universitário Louisiana Tech Bulldogs football da Universidade de Tecnologia da Luisiana, também já foi a casa do Shreveport Steamer da WFL e do Shreveport Pirates da CFL. O estádio foi inaugurado em 1924, recebe o Independence Bowl.